# Техэксперт
«Техэксперт» — справочная система, предоставляющая нормативно-техническую, нормативно-правовую информацию в сегменте B2B. Компания занимает лидирующие позиции в области нормативной документации для самых разных отраслей. «Техэксперт» включает в себя представительства компании в 150 городах России, система охватывает практически все регионы и является одной из крупнейших российских сетей.

## История создания
Первая система под брендом «Техэксперт» вышла в 1998 году. Она была предназначена для специалистов строительной отрасли и называлась «Стройэксперт-Кодекс». В 2005 была переименована в «Стройэксперт» и стала первой системой в линейке для строителей. Сейчас она включает в себя 6 продуктов: обновленный «Стройэксперт», «Стройтехнолог», «Помощник Проектировщика», «ТПД», «Дорожное строительство», «Ценообразование и сметное дело в строительстве».
В дальнейшем были выпущены системы для специалистов других отраслей экономики: тепло- и электроэнергетики, машиностроения, газового комплекса и т. д., а также системы для функциональных служб, отвечающих за охрану труда, экологическую, промышленную и пожарную безопасность.

## Состав системы
Системы «Техэксперт» включают в себя следующие виды информации:
- Нормативно-техническую документацию — ГОСТ, СНиП, СанПиН, ВСН, РД, РДС, СП, ГЭСН, СТО и др., устанавливающую комплексы норм, правил, требований для определенных областей экономики.
- Нормативно-правовые акты различных органов государственной власти Российской Федерации.
- Технологическую и справочную информацию (типовые технологические карты, типовые проекты производства работ и материалы для разработки собственных проектов, формы строительной документации, словари определений, практику разрешения споров и многое другое).
- В некоторые продукты, помимо вышеперечисленного, включены материалы конференций и семинаров, календари мероприятий, книги или периодические издания.

Недавней разработкой компании является Система управления нормативно-технической документацией. Она позволяет создавать и вести электронную базу внутренних документов предприятия в едином пространстве с документами из фондов «Техэксперт». Также пользователи могут заказывать международные и зарубежные стандарты от ведущих мировых разработчиков и разработку персонального стандарта организации на основе перевода зарубежных документов.
Системы «Техэксперт» ориентированы на руководителей и специалистов производственных подразделений предприятий и организаций всех основных отраслей экономики: энергетика, нефтегаз, промышленность, строительство, машиностроение и других. У компании также есть продукты для специалистов по охране труда и безопасности на предприятии.
Техэксперт является информационной службой комитета по техрегулированию, стандартизации и оценке соответствия РСПП.
«Техэксперт» ведет деятельность в области технического регулирования и стандартизации, одним из результатов которой является электронная система «Реформа технического регулирования», в которой аккумулируется информация по реформе технического регулирования в РФ.  